# Arachne (Browser)
Der Arachne Browser (Arachne ist griechisch für Spinne) ist ein freier Webbrowser für DOS-basierte Betriebssysteme. Eine Version für GNU/Linux befindet sich noch im Entwicklungsstadium. Ferner kann Arachne – außer zum Surfen im World Wide Web – auch als E-Mail-Programm, Feedreader und IRC-Client verwendet werden.
Arachne hat sehr moderate Hardwareanforderungen und läuft teilweise schon auf Computern mit 8086-Prozessoren. Der Browser besitzt eine grafische Benutzeroberfläche und kann per Modem oder per Netzwerkkarte ins Internet gelangen.
Arachne unterstützt die Grafikformate JFIF, PNG, BMP und animierte GIF-Dateien. Der Browser versteht großteils HTML 4.0 und CSS 1.0 und unterstützt Tabellen und Frames. FTP, NNTP für Usenet-Foren, Internet Relay Chat, RSS, POP3 und SMTP sind Protokolle, die Arachne von Haus aus unterstützt. Arachne beinhaltet einen TCP/IP-Protokollstapel. Die meisten Internet-Einstellungen können über den Browser getätigt werden (Einwahl- und Ethernet-Verbindung). JavaScript und SSL werden zurzeit nicht unterstützt.